# Tamuz (mês)
Tamuz (hebraico: תמוז‎‎) é o quarto mês do calendário judaico e décimo mês do calendário civil
Tamuz é regido por duas letras hebraicas, Heth, que criou a constelação de Câncer e Tav, que criou a Lua. Daí a ligação entre a Lua e o signo de Câncer. O 17 de Tamuz é um dia de jejum em memória à queda de Jerusalém ocorrida antes da destruição do Segundo Templo pelos romanos.